# Şevki Şenlen
Şevki Şenlen (* 22. Juli 1949 in Ankara; † 21. Mai 2005 in Istanbul) war ein türkischer Fußballspieler.

## Sportliche Karriere

### Im Verein
Şevki Şenlen begann seine Karriere bei Ankara Demirspor. Der Stürmer spielte dort bis 1971. Vor Beginn der Saison 1971/72 wechselte er zum Ligakonkurrenten Eskişehirspor. In dieser Saison wurde Şenlen Vizemeister. Er machte in der Liga 18 Tore und war nach seinem Sturmpartner Fethi Heper bester Torschütze der Saison. Beide Spieler hatten somit großen Anteil an der Vizemeisterschaft. Am 7. Juni 1972 gewann er mit seinen Teamkollegen den Başbakanlık Kupası. Sie besiegten Altay İzmir mit 2:0. In zwei Jahren für Eskişehirspor kam er zu 59 Ligaspielen und erzielte 27 Tore.
Şenlen wechselte von Eskişehirspor zu Galatasaray Istanbul. Während seiner Zeit für Galatasaray gewann Şevki Şenlen ein weiteres Mal den Başbakanlık Kupası und 1976 den türkischen Fußballpokal. In dieser Pokalsaison war er mit acht Toren der torreichste Spieler. Er traf alleine im Rückspiel der 3. Hauptrunde gegen Eskişehir Demirspor viermal das Tor.
Nach vier Jahren im Trikot der Gelb-Roten wechselte Şenlen zum Stadtrivalen Fenerbahçe Istanbul und wurde in seiner ersten Saison türkischer Meister. 1979 folgte der türkische Pokalsieg. Im Sommer 1980 beendete Şevki Şenlen seine Karriere.

### In der Nationalmannschaft
Für die Türkei spielte Şevki Şenlen von 1972 bis 1978.

## Erfolge

### Mit seinen Vereinen
Eskişehirspor
- Başbakanlık Kupası: 1972

Galatasaray Istanbul
- Başbakanlık Kupası: 1975
- Türkischer Fußballpokal: 1976

Fenerbahçe Istanbul
- Türkischer Meister: 1978
- Türkischer Fußballpokal: 1979

### Individuell
- Torschützenkönig der Türkiye Kupası 1975/76

## Tod
Şevki Şenlen starb am 21. Mai 2005 an einem Krebsleiden.